# Municipio de Red Vermillion
El municipio de Red Vermillion (en inglés: Red Vermillion Township) es un municipio ubicado en el condado de Nemaha en el estado estadounidense de Kansas. En el año 2010 tenía una población de 110 habitantes y una densidad poblacional de 1,18 personas por km².

## Geografía
El municipio de Red Vermillion se encuentra ubicado en las coordenadas 39°36′38″N 96°4′8″O / 39.61056, -96.06889. Según la Oficina del Censo de los Estados Unidos, el municipio tiene una superficie total de 93.18 km², de la cual 92,88 km² corresponden a tierra firme y (0,32 %) 0,3 km² es agua.

## Demografía
Según el censo de 2010, había 110 personas residiendo en el municipio de Red Vermillion. La densidad de población era de 1,18 hab./km². De los 110 habitantes, el municipio de Red Vermillion estaba compuesto por el 100 % blancos. Del total de la población el 0 % eran hispanos o latinos de cualquier raza.